# Trigonopterus dacrycarpi
Trigonopterus dacrycarpi (лат.) — вид жуков-долгоносиков рода Trigonopterus из подсемейства Cryptorhynchinae (Curculionidae). Индонезия, провинция Восточные Малые Зондские острова (Sumbawa, Batu Dulang, Tepal, Flores, Mt. Ranaka, L. Ranamese: 1270—1730 м).

## Описание
Мелкие нелетающие жуки-долгоносики, длина от 2,36 до 3,06 мм; в основном буровато-чёрного цвета с бронзовым отливом (лапки и усики коричневые). Тело выпуклое с явной перетяжкой между грудкой и надкрыльями. От близкого вида Trigonopterus sasak отличается деталями строения гениталий самца и бороздчатостью надкрылий. Крылья отсутствуют. Рострум укороченный, в состоянии покоя не достигает середины средних тазиков. Надкрылья с 9 бороздками. Коготки лапок мелкие. В более ранних работах упоминался как «Trigonopterus sp. 329».
Вид был впервые описан в 2014 году немецким колеоптерологом Александром Риделем (Alexander Riedel; Museum of Natural History Karlsruhe, Карлсруэ, Германия), совместно с энтомологами Рене Тэнзлером (Rene Tänzler; Zoological State Collection, Мюнхен), Майклом Бальке (Michael Balke; GeoBioCenter, Ludwig-Maximilians-University, Мюнхен, Германия), Кахийо Рахмади (Cahyo Rahmadi; Indonesian Institute of Sciences, Research Center for Biology, Cibinong, Западная Ява, Индонезия), Яйюк Сухарджоно (Yayuk R. Suhardjono; Zoological Museum, Cibinong Science Center — LIPI, Jl. Raya Jakarta-Bogor, Индонезия), осуществившими ревизию фауны жуков рода Trigonopterus на острове Ява и окрестных островах. Видовое название происходит от имени дерева Dacrycarpus, на котором новый вид был обнаружен.